# مدمنهم (باكينجهامشير)
مدمنهم (بالإنجليزية: Medmenham)‏ هي قرية وأبرشية مدنية تقع في المملكة المتحدة في إنجلترا. يقدر عدد سكانها بـ 960 نسمة .